# Кекросо
Кекросо (в старых источниках Кек-росса) — гора в Дагестане, в составе Большого Кавказского хребта. Высота 3164 м.
Находится на территории Тляратинского заказника. Расположена в 1 км к северу от государственной границы между Российской федерацией и Азербайджаном.
Служила тригонометрическим пунктом для кавказской триангуляции.
Под горой троговая долина.